# Kościół Najświętszej Maryi Panny Królowej Polski w Supraślu
Kościół pw. Najświętszej Maryi Panny Królowej Polski w Supraślu – jeden z dwóch rzymskokatolickich kościołów w mieście Supraśl. Mieści się przy ulicy Piłsudskiego.

## Historia
Świątynia została wybudowana przez fabrykantów supraskich w 1885 w stylu neogotyckim jako kościół ewangelicko-augsburski Zmartwychwstania Pańskiego. Od 1939, gdy protestanci opuścili Supraśl, przestał pełnić funkcje sakralne. W 1990 Kuria Archidiecezjalna w Białymstoku odkupiła świątynię od Kościoła Ewangelicko-Augsburskiego w Polsce. Budowla została wyremontowana i dostosowana do kultu rzymskokatolickiego. Nadano jej tytuł Najświętszej Maryi Panny Królowej Polski i stała się ona świątynią nowo utworzonej parafii.

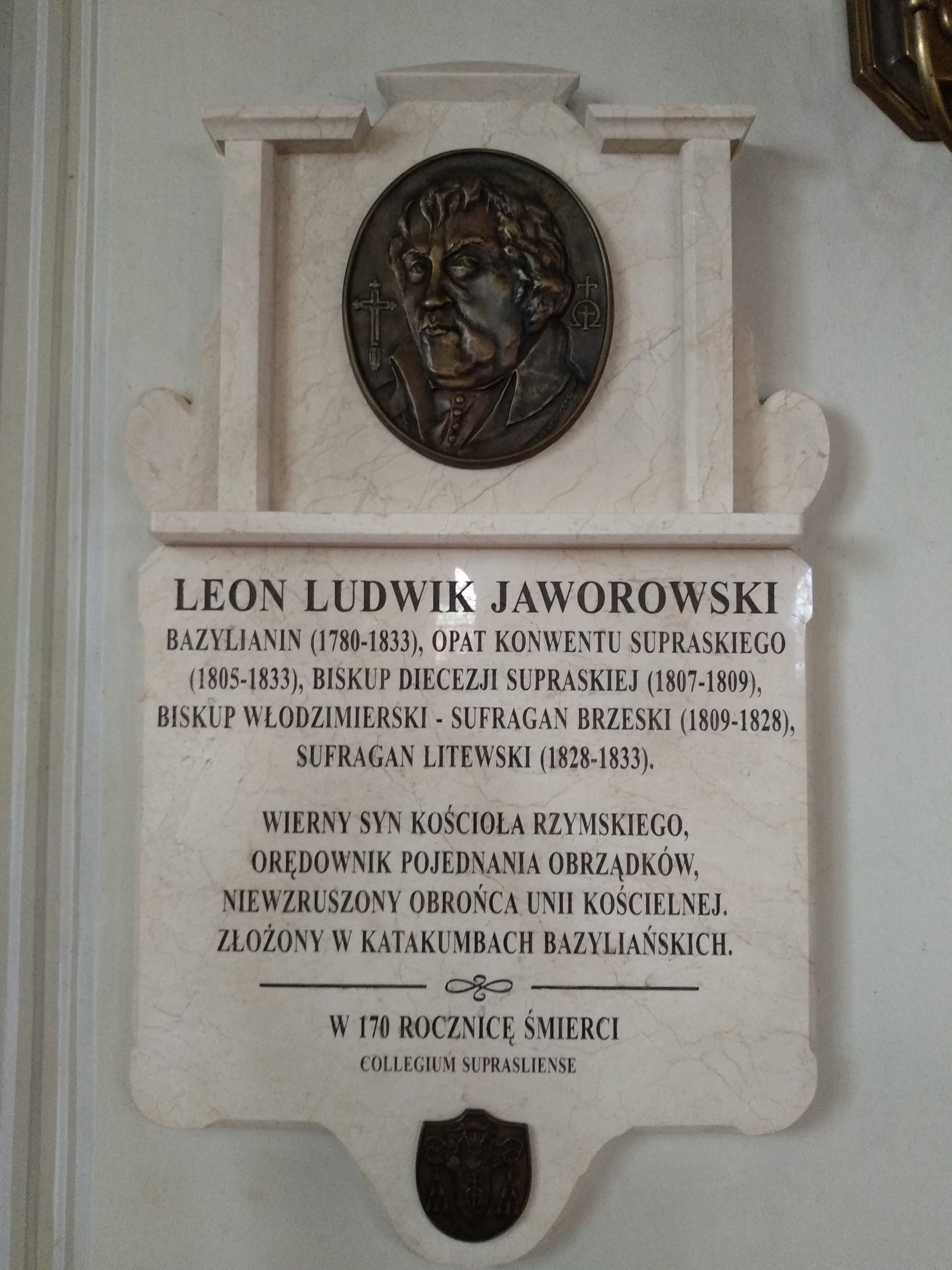
Tablica upamiętniająca unickiego biskupa Leona Ludwika Jaworowskiego w Kościele Najświętszej Maryi Panny Królowej Polski